# 2257 Каарина
2257 Каарина (2257 Kaarina) — астероїд головного поясу, відкритий 18 серпня 1939 року.
Тіссеранів параметр щодо Юпітера — 3,429.